# Adam Bessa
Adam Bessa, född 1992 i Grasse, Provence-Alpes-Côte d'Azur, är en fransk-tunisisk skådespelare.
Bessa har bland annat medverkat i TV-serien Hanna från 2021. Han har även medverkat i filmerna Extraction från 2020 och Extraction 2 från 2023.

## Filmografi (i urval)
- 2019 – Mosul
- 2020 – Extraction
- 2021 – Hanna (TV-serie)
- 2022 – Harka
- 2023 – Extraction 2
- 2024 – Kallt spår